# Бадіньєр
Бадіньє́р (фр. Badinières) — колишній муніципалітет у Франції, у регіоні Овернь-Рона-Альпи, департамент Ізер. Населення — 605 осіб (2011).
Муніципалітет був розташований на відстані близько 440 км на південний схід від Парижа, 50 км на південний схід від Ліона, 50 км на північний захід від Гренобля.

## Історія
До 2015 року муніципалітет перебував у складі регіону Рона-Альпи. Від 1 січня 2016 року належав до нового об'єднаного регіону Овернь-Рона-Альпи.
1 січня 2015 року Бадіньєр разом із Еклоз ввійшов до новоствореного муніципалітету Еклоз-Бадіньєр.

## Демографія
Динаміка населення (INSEE ):
Розподіл населення за віком та статтю (2006):
| Стать | Всього | До 15 років | 15-24 | 25-44 | 45-64 | 65-85 | Понад 85 |
| --- | ------ | ----------- | ----- | ----- | ----- | ----- | -------- |
| Чоловіки | 269    | 59          | 51    | 72    | 71    | 16    | 0        |
| Жінки | 260    | 63          | 17    | 76    | 63    | 33    | 8        |
| \| Статево-вікова піраміда \| Статево-вікова піраміда \| Статево-вікова піраміда \| \| ----------------------- \| ----------------------- \| ----------------------- \| \| Чоловіки \| Вік \| Жінки \| \| 0 \| 85 + \| 8 \| \| 0 \| 80-84 \| 4 \| \| 8 \| 75-79 \| 8 \| \| 4 \| 70-74 \| 8 \| \| 4 \| 65-69 \| 13 \| \| 13 \| 60-64 \| 4 \| \| 8 \| 55-59 \| 13 \| \| 25 \| 50-54 \| 21 \| \| 25 \| 45-49 \| 25 \| \| 21 \| 40-44 \| 21 \| \| 30 \| 35-39 \| 17 \| \| 13 \| 30-34 \| 25 \| \| 8 \| 25-29 \| 13 \| \| 30 \| 20-24 \| 4 \| \| 21 \| 15-20 \| 13 \| \| 17 \| 10-14 \| 17 \| \| 17 \| 5-9 \| 21 \| \| 25 \| 0-4 \| 25 \| |        |             |       |       |       |       |          |
| Статево-вікова піраміда |        |             |       |       |       |       |          |
| Чоловіки | Вік    | Жінки       |       |       |       |       |          |
| 0 | 85 +   | 8           |       |       |       |       |          |
| 0 | 80-84  | 4           |       |       |       |       |          |
| 8 | 75-79  | 8           |       |       |       |       |          |
| 4 | 70-74  | 8           |       |       |       |       |          |
| 4 | 65-69  | 13          |       |       |       |       |          |
| 13 | 60-64  | 4           |       |       |       |       |          |
| 8 | 55-59  | 13          |       |       |       |       |          |
| 25 | 50-54  | 21          |       |       |       |       |          |
| 25 | 45-49  | 25          |       |       |       |       |          |
| 21 | 40-44  | 21          |       |       |       |       |          |
| 30 | 35-39  | 17          |       |       |       |       |          |
| 13 | 30-34  | 25          |       |       |       |       |          |
| 8 | 25-29  | 13          |       |       |       |       |          |
| 30 | 20-24  | 4           |       |       |       |       |          |
| 21 | 15-20  | 13          |       |       |       |       |          |
| 17 | 10-14  | 17          |       |       |       |       |          |
| 17 | 5-9    | 21          |       |       |       |       |          |
| 25 | 0-4    | 25          |       |       |       |       |          |

## Економіка
2010 року серед 396 осіб працездатного віку (15—64 років) 318 були активними, 78 — неактивними (показник активності 80,3%, у 1999 році було 76,5%). З 318 активних мешканців працювало 295 осіб (154 чоловіки та 141 жінка), безробітними було 23 (13 чоловіків та 10 жінок). Серед 78 неактивних 32 особи були учнями чи студентами, 28 — пенсіонерами, 18 були неактивними з інших причин.

У 2010 році в муніципалітеті числилось 214 оподаткованих домогосподарств, у яких проживали 588,5 особи, медіана доходів виносила 19 645 євро на одного особоспоживача